# نيكول تولى
نيكول تولى (بالإنجليزية: Nicole Tully)‏ هي منافسة ألعاب القوى أمريكية، ولدت في 30 أكتوبر 1986 في دلراي بيتش في الولايات المتحدة.

## وصلات خارجية
- نيكول تولى على موقع الاتحاد الدولي لألعاب القوى (الإنجليزية)
- نيكول تولى على موقع الدوري الماسي (الإنجليزية)